# Gascoynes Scharlachroter

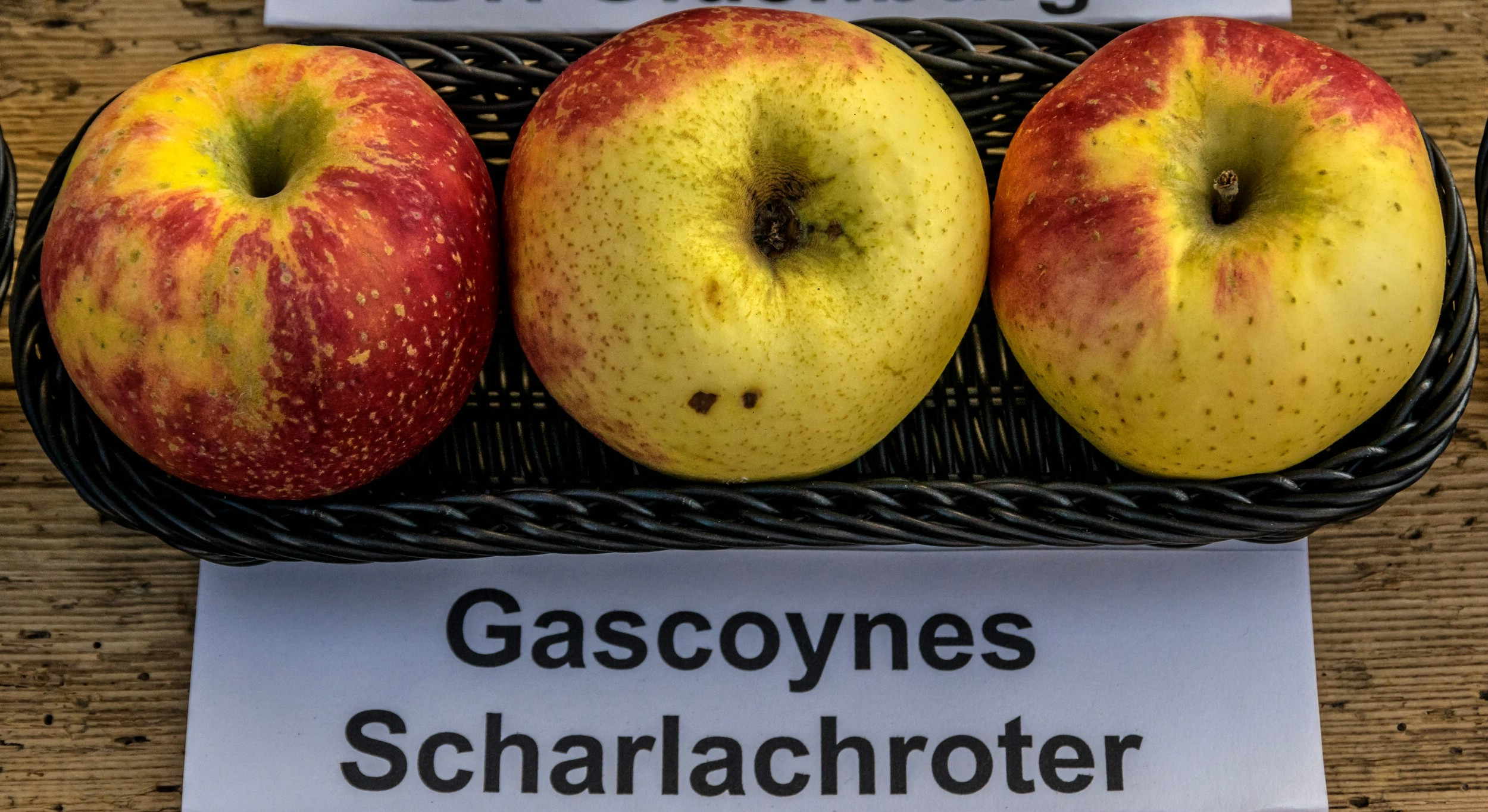
Ansicht der Frucht

Gascoynes Scharlachroter ist eine Sorte des Apfels (Malus domestica). Sie wurde durch Gascoyne in Sittingbourne gezüchtet. Der originale Name lautet Gascoyne's Scarlet Seedling. Die Sorte wurde 1871 in der Baumschule Geo Bunyard gehandelt und kam vor 1883 nach Deutschland.

## Beschreibung
Der mittelstarkwüchsige und sparrige Baum bildet schräg aufrechte Leitäste aus, die später waagerecht stehen. Sie sind dicht verzweigt und bilden eine breitrunde Krone. Die Sorte ist mäßig anfällig gegen Mehltau und hoch anfällig für Schorf, Fruchtfäule, Blattmosaikvirus und Obstbaumkrebs.
Die Blüten entwickeln sich endständig an Kurztrieben, die an zweijährigem Langtrieben stehen. Die Blüten sind frost- und witterungsempfindlich.
Die mittel bis große Frucht wird 75 mm breit und 60 mm hoch und erreicht ein Gewicht von 145 Gramm. Die glatte, fettige und harte Schale ist gelblichgrün gefärbt und hell purpurrot bis trüb karminrot marmoriert. Das grünlichweiße bis weißrötliche Fruchtfleisch ist fest, feinzellig, saftig, säuerlichsüß und hat ein leicht parfümiertes Aroma. Die Pflückreife beginnt Ende September, die Genussreife geht von Oktober bis Dezember. Der Apfel ist nur kurz lagerfähig und geeignet für den Frischverzehr und die häusliche Verarbeitung.